# Mark English
Mark English (Letterkenny, 18 marzo 1993) è un mezzofondista irlandese.

## Palmarès
| Anno | Manifestazione      | Sede           | Evento       | Risultato  | Prestazione | Note                                     |
| ---- | ------------------- | -------------- | ------------ | ---------- | ----------- | ---------------------------------------- |
| 2010 | Olimpiadi giovanili | Singapore      | 1000 m piani | 8º         | 2'24"95     |                                          |
| 2011 | Europei U20         | Tallinn        | 800 m piani  | Semifinale | 1'50"77     |                                          |
| 2012 | Mondiali U20        | Barcellona     | 800 m piani  | 5º         | 1'46"02     |                                          |
| 2013 | Europei U23         | Tampere        | 800 m piani  | Batteria   | 1'49"65     |                                          |
| 2013 | Europei U23         | Tampere        | 4×400 m      | Batteria   | 3'07"71     |                                          |
| 2013 | Mondiali            | Mosca          | 800 m piani  | Batteria   | 1'47"08     |                                          |
| 2014 | Mondiali indoor     | Sopot          | 800 m piani  | Batteria   | 1'47"60     |                                          |
| 2014 | Europei             | Zurigo         | 800 m piani  | Bronzo     | 1'45"03     | =                                        |
| 2014 | Europei             | Zurigo         | 4×400 m      | 4º         | 3'01"67     | Record nazionale                         |
| 2015 | Europei indoor      | Praga          | 800 m piani  | Argento    | 1'47"20     |                                          |
| 2015 | Europei U23         | Tallinn        | 800 m piani  | 8º         | 1'50"42     |                                          |
| 2015 | Mondiali            | Pechino        | 800 m piani  | Semifinale | 1'45"55     |                                          |
| 2015 | Mondiali            | Pechino        | 4×400 m      | Batteria   | 3'01"26     | Record nazionale                         |
| 2016 | Giochi olimpici     | Rio de Janeiro | 800 m piani  | Semifinale | 1'45"93     |                                          |
| 2017 | Mondiali            | Londra         | 800 m piani  | Batteria   | 1'48"01     |                                          |
| 2018 | Europei             | Berlino        | 800 m piani  | Batteria   | 1'48"98     | Miglior prestazione personale stagionale |
| 2019 | Europei indoor      | Glasgow        | 800 m piani  | Bronzo     | 1'47"39     |                                          |
| 2019 | Mondiali            | Doha           | 800 m piani  | Batteria   | 1'47"25     |                                          |
| 2021 | Europei indoor      | Toruń          | 800 m piani  | Semifinale | 1'48"99     |                                          |
| 2021 | Giochi olimpici     | Tokyo          | 800 m piani  | Batteria   | 1'46"75     |                                          |
| 2022 | Mondiali indoor     | Belgrado       | 800 m piani  | Batteria   | 1'51"35     |                                          |
| 2022 | Mondiali            | Eugene         | 800 m piani  | Semifinale | 1'45"78     |                                          |
| 2022 | Europei             | Monaco         | 800 m piani  | Bronzo     | 1'45"19     |                                          |
| 2023 | Europei indoor      | Istanbul       | 800 m piani  | Batteria   | dns         |                                          |
| 2023 | Mondiali            | Budapest       | 800 m piani  | Semifinale | 1'45"14     | Miglior prestazione personale stagionale |
| 2024 | Europei             | Roma           | 800 m piani  | Batteria   | 1'46"73     |                                          |
| 2024 | Giochi olimpici     | Parigi         | 800 m piani  | Semifinale | 1'45"97     |                                          |
| 2025 | Europei indoor      | Apeldoorn      | 800 m piani  | Bronzo     | 1'45"46     |                                          |